# Tępa
Tępa (słow. Tupá, niem. i węg. Tupa) – zwornikowy szczyt o wysokości 2286 m n.p.m. (według wcześniejszych pomiarów 2284 lub 2293 m), położony w bocznej grani Tatr Wysokich po stronie słowackiej. Od masywu Kończystej oddzielony jest Stwolską Przełęczą, a od Osterwy – Przełęczą pod Osterwą. Od wierzchołka Tępej wybiega krótka grań, która oddziela Dolinę Wielkiej Huczawy od Doliny Stwolskiej. Kulminacją tej grani jest Klin, oddzielony od Tępej płytko wciętą Przełęczą pod Klinem.
Tępa jest łatwo dostępna dla turystów, najprostszym podejściem jest droga z Przełęczy pod Osterwą, ku której Tępa opada łagodnym stokiem. Na szczyt nie prowadzi jednak żaden znakowany szlak turystyczny. Od północnego zachodu szczyt opada stromą ścianą do Doliny Złomisk, na ścianie tej znajdują się liczne drogi wspinaczkowe.
W 2013 na północno-zachodniej ścianie Tępej zginął w czasie wspinaczki Władysław Cywiński.

## Historia
Pierwsze znane wejścia turystyczne:
- Franz Dénes i towarzysze, 19 sierpnia 1895 r. – letnie,
- Alfred Martin, 14 lutego 1906 r. – zimowe.